# Kościół św. Stanisława Kostki w Szczecinie
Kościół św. Stanisława Kostki w Szczecinie – neogotycki kościół rzymskokatolicki w Szczecinie, na osiedlu Drzetowo-Grabowo.

## Początki i budowa

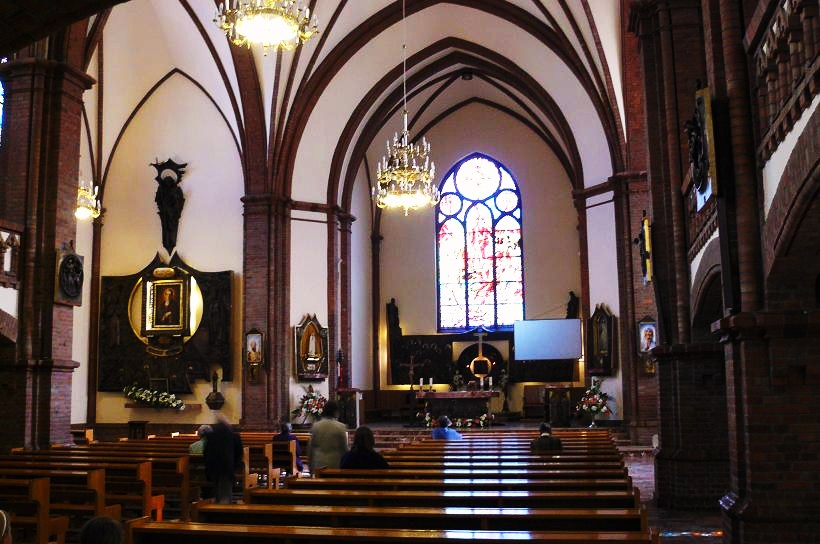
Wnętrze z ołtarzem

W 1874 komitet organizacyjny – zawiązany wcześniej w protestanckiej parafii św. Piotra i Pawła w Szczecinie – zakupił działkę pod budowę kościoła. Teren ten znajdował się na skraju położonego na stoku wzgórza cmentarza założonego w 1846 (i istniejącego do 1946). Rynek Grabowski (dawniej Marktplatz, a dziś Plac Matki Teresy z Kalkuty) i usytuowany obok kościół stanowiły centrum wydzielonej jednostki osadniczej, jaką było wówczas Grabowo (samodzielne miasto do 1900 – potem włączone do Szczecina). Starania o kościół w Grabowie sięgają 1843, kiedy to mieszkańcy chcieli wybudować nowy kościół na miejscu dawnego klasztornego, ale nie otrzymali zezwolenia. Nabożeństwa były odprawiane w sali Szkoły Nawigacji. W opracowaniach dotyczących Grabowa znajdują się nieścisłe, szczątkowe informacje że już w 1855 zbudowano tu kościół. Być może chodzi o kaplicę dla zmarłych leżącą opodal pobliskiego cmentarza.
Pierwszy projekt kościoła został wykonany w 1857 przez inspektora budowlanego Hermanna, ale z niewiadomych przyczyn nie został zrealizowany. Plac pod budowę kościoła zaznaczony jest na planie rozbudowy miasta z 1879. Projekt według którego prowadzono budowę wykonał w 1882 radca budowlany Hermann Bohl z Berlina, a aktualizował szczeciński inspektor budowlany König. Kamień węgielny został położony 18 września 1888. Prace budowlane nadzorował inspektor König i technik C. Schmidt ze Szczecina. Mistrzem murarskim był Klinge z Grabowa, roboty ciesielskie wykonywał C.Gerloff. Budowę ukończono w 1890. Uroczyste poświęcenie miało miejsce 21 maja tego samego roku. Koszt budowy wyniósł 200 tysięcy ówczesnych marek. Neogotyckiej budowli nadano wezwanie Friedenskirche – kościoła Pokoju. Świątynia otrzymała bogate wyposażenie: ołtarz główny z obrazem Ukrzyżowanie Chrystusa i reliefami przedstawiającymi św. Piotra i Pawła, chrzcielnicę z białego i czarnego marmuru, ambonę, organy firmy Grüneberg. Ściany pokryto polichromiami i cytatami z Pisma Świętego. Rzeźbiarsko – malarski wystrój zaprojektował prof. dr Friedrich Pfannschmidt. W oknach osadzono witraże. W wieży zawieszono trzy dzwony.

## Historia po 1945

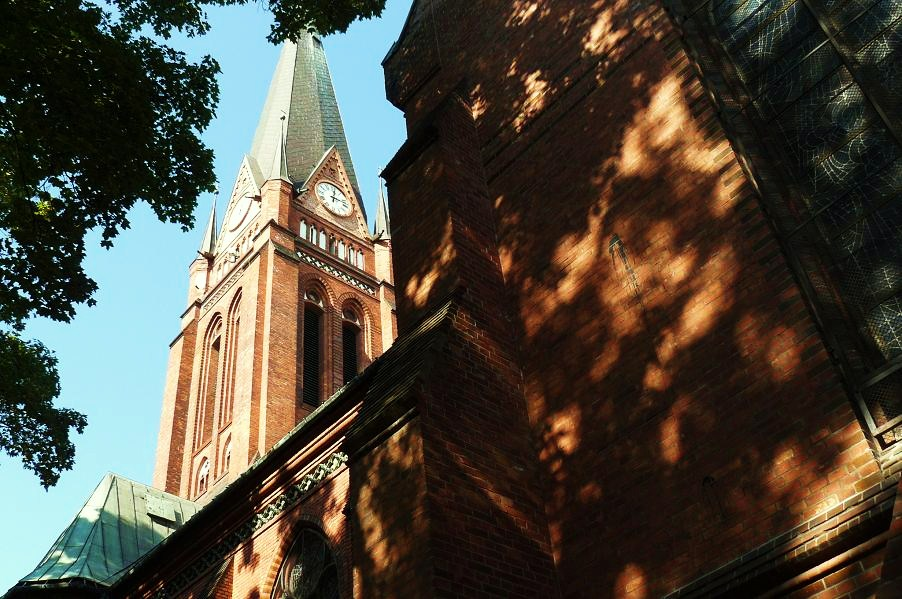
Wieża i fragment elewacji

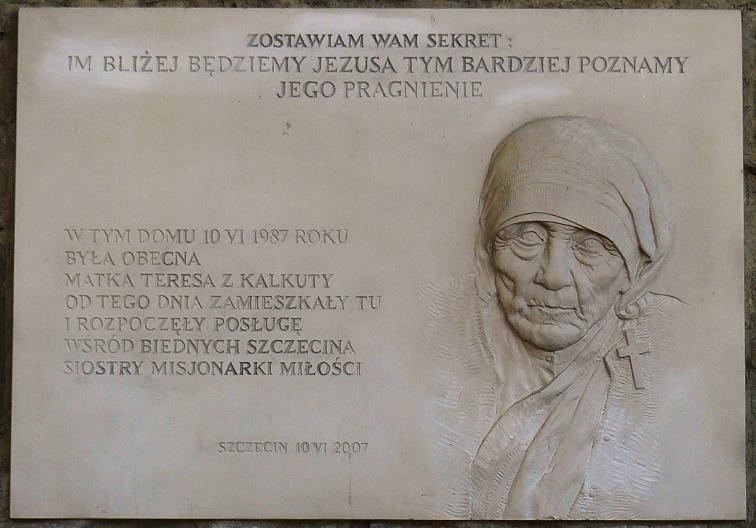
Tablica pamiątkowa Matki Teresy

Naloty dywanowe 11 kwietnia i 30 sierpnia 1944 zniszczyły kościół w około 70%. Runęło zwieńczenie wieży, spalił się dach nad korpusem, zawaliły się szczyty i sklepienia we wnętrzu. Zniszczeniu uległo całe wyposażenie. W pierwszych latach po wojnie planowano rozbiórkę świątyni. Spotkało się to ze sprzeciwem wiernych, którzy napłynęli z zajętych przez ZSRR terenów Polski wschodniej. Protesty koordynował ks. Zygmunt Bronisławski. Decyzję o rozbiórce ostatecznie cofnięto w 1948, a świątyni nadano wezwanie św. Stanisława Kostki. Po odbudowie kościół poświęcono 16 lipca 1949. Dokonał tego administrator apostolski ks. Edmund Nowicki.
W latach sześćdziesiątych część kościoła zaadaptowano na salki katechetyczne, co zmniejszyło powierzchnię i zeszpeciło oryginalne wnętrze świątyni. Była to konieczność, wynikająca z braku jakichkolwiek pomieszczeń na prowadzenie katechizacji. Parafia (największa w diecezji) liczyła wtedy około 35 tysięcy mieszkańców.
W latach 1972–1975 wybudowano plebanię i zaplecze (księża mieszkali dotąd jako sublokatorzy w dzielnicy). W 1982 oddano do użytku nowy dach kościoła – roboty dekarskie wykonał Stanisław Sołtys z Limanowej. W latach 1983–1985 zrealizowano budowę domu katechetycznego, co pozwoliło przywrócić pierwotny wystrój świątyni. Do 1987 odtworzono oryginalne, neogotyckie sklepienia. W 1988 ukończono nową posadzkę z marmuru albańskiego, a w 1990 – witraże (projekt – Brunon Tode), ławki i organy. Na lata 1990–1995 przypada realizacja nowych ołtarzy.
Ołtarz główny wykonany z brązu to procesja polskich świętych i błogosławionych do Jezusa Eucharystycznego (tabernakulum). Na ambonkach postacie Ewangelistów. Ołtarz Maryjny stanowi wotum Nawiedzenia w 1990: w środku obraz MB Częstochowskiej; z prawej strony – Jan Paweł II, z lewej – św. Otton – patron Pomorza. Ołtarz św. Stanisława Kostki – na płaskorzeźbach z brązu: z prawej – Kardynał Stefan Wyszyński, z lewej – ks. Jerzy Popiełuszko. Wszystkie elementy z brązu i marmuru wykonał krakowski artysta prof. Czesław Dźwigaj.
W 1998 ukończono nowe drzwi i drogę krzyżową, a w 2000 zakończono rekonstrukcję wieży wraz z zegarem.

## Pobyt Matki Teresy z Kalkuty
10 czerwca 1987, w domu przylegającym do kościoła, gościła Matka Teresa z Kalkuty. Od tego dnia rozpoczęły misję w Szczecinie Siostry Misjonarki Miłości. Stąd też pochodzi nazwa pobliskiego placu.